# Valenzuela flavidus

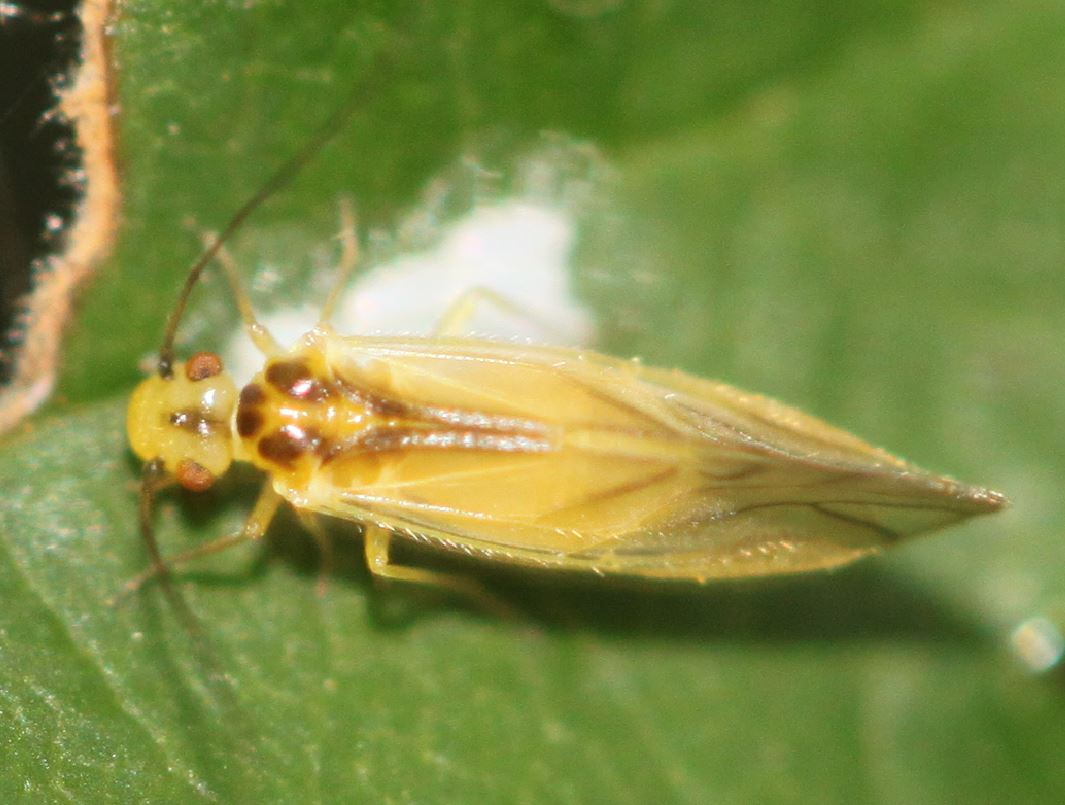
Valenzuela flavidus – Dorsalsicht

Valenzuela flavidus ist eine Staublaus aus der Familie Caeciliusidae. Sie wird oft auch als Rindenlaus (engl. bark louse) bezeichnet.

## Merkmale
Die schlanken gelblich gefärbten Insekten erreichen eine Länge von drei Millimetern. Sie besitzen bräunliche Flecke. Die Fühler sind 13-gliedrig. Die Flügel besitzen eine markante bräunliche Aderung. Die Nymphen sind ebenfalls gelb gefärbt.

## Verbreitung und Lebensraum
Die Art ist in der Paläarktis (nördlicher Teil Eurasiens) und in der Nearktis (Nordamerika) vertreten. Ferner reicht das Verbreitungsgebiet in Mittelamerika bis nach Costa Rica. Valenzuela flavidus findet man hauptsächlich an Laubbäumen und Büschen.

## Lebensweise
Die Staubläuse sind von Juni bis Oktober zu beobachten. Sie bilden gewöhnlich drei Generationen pro Jahr. Sie ernähren sich unter anderem von Pilzen. Die Art ist ein Eiüberwinterer.